# Elatostema capizense
Elatostema capizense är en nässelväxtart som beskrevs av Elmer Drew Merrill. Elatostema capizense ingår i släktet Elatostema och familjen nässelväxter. Inga underarter finns listade i Catalogue of Life.